# Porgy Franssen
 (octobre 2018).
Si vous disposez d'ouvrages ou d'articles de référence ou si vous connaissez des sites web de qualité traitant du thème abordé ici, merci de compléter l'article en donnant les références utiles à sa vérifiabilité et en les liant à la section « Notes et références ».
 Porgy Franssen, né  Karel Henricus Martinus Maria Franssen le 4 février 1957 à Eindhoven, est un acteur néerlandais.

## Filmographie

### Partielles
- 1990 : Han de Wit de Joost Ranzijn : Deurwaarder[2]
- 1997 : Throwing Out the Baby de Lodewijk Crijns : Anton[3]
- 1998 : De ziener de Gerrit van Elst[4]
- 2001 : The Moving True Story of a Woman Ahead of Her Time de Pieter Verhoeff : Professeur Winkler[5]
- 2004 : In Orange de Joram Lürsen : Docteur Vlieberg
- 2006 : Waiter ! de Alex van Warmerdam : un homme d'affaires
- 2010 : Fuchsia, la petite sorcière de Johan Nijenhuis[6]
- 2011 : 170 Hz de Joost van Ginkel : Père de Nick : Kwark[7]
- 2011 : The Heineken Kidnapping de Maarten Treurniet : Max Moszkowicz[8]
- 2013 : Matterhorn de Diederik Ebbinge : Kamps[9]
- 2015 : De lange nasleep van een korte mededeling de Joppe van Hulzen[10]
- 2016 : A Real Vermeer de Rudolf van den Berg : Abraham Bredius[11]
- 2017 : Monk de Ties Schenk : Docteur[12]